# فريدريك غرينليف (فيلسوف)
فريدريك غرينليف (بالإنجليزية: Frederick Grinnell)‏ هو فيلسوف أمريكي، ولد في 1945.